# 凯斯博斯特尔
凯斯博斯特尔（德語：Kaisborstel）是德国石勒苏益格－荷尔斯泰因州的一个市镇。总面积2.98平方公里，总人口77人，其中男性35人，女性42人（2011年12月31日），人口密度26人/平方公里。